# День перед революцією
«День перед революцією» (англ. The Day Before the Revolution) — оповідання Урсули Ле Гуїн, вперше опубліковане у 1974 році.
Твір вважають прологом до роману «Знедолені» і описує ідеалізовану анархію, розповідаючи про персонажку Одо — легендарну жінку яка очолила революцію і започаткувала анархічне суспільство, змальоване в «Обділених».

## Сюжет
В розповіді йдеться про день життя Леї Ейжіо Одо. В «Знедолених» її згадують як історичну фігуру «Одо», але тут оповідь ведеться від неї, і звуть її просто Лея.
Лея розробила анархічну філософію, яка надихнула революцію, під час якої заснувалась громада Анаррес описана в романі «Обділені», події якого розгортаються декілька поколінь пізніше цього оповідання. Лея — жінка старшого віку, і вже пережила інсульт. Її чоловік давно помер, її дні політичного в'язня в минулому і основні трактати анархізму написані нею багато років тому. Вона живе в країні А-ло на планеті Урес в «Будинку Одонія» — комуні, де наслідуються її анархічні принципи, і вона надихає на революційні дії. День, описаний в оповіді, одночасно є днем перед «Загальним Ударом», який починає революцію і виливається в колонізацію пустого супутника Анарес послідовниками Леї, і також є останнім днем життя Леї.

## Теми твору
Дізнавання старості, смерті, горя і сексуальності в похилому віці — теми які досліджено в оповіданні, і які більшою мірою відсутні в «Обділених», де головний герой набагато молодший. В день Лея знову підтверджує її відданість до анархізму і «своїх людей» (бідняків і знедолених), і водночас віддаляється від них передчуваючи свою неминучу смерть. У творі також є відлуння деяких тем з «Обділених». Зокрема зваба до звичаїв і влади уже з'явились — Лея усвідомлює що статус і пошану, яку їй надають, не узгоджується з їхніми анархічними принципами.

## Сприйняття
«День перед революцією» виграло премії «Неб'юла», «Локус» і «Юпітер» за найкраще оповідання, і було номіноване на премію «Г'юго».